# Paul Willis
Paul Willis est un sociologue et ethnographe britannique, aujourd'hui professeur au sein du département de sociologie de l'université de Princeton. Auteur de travaux inspirés de Stuart Hall, Raymond Williams et Richard Hoggart, Paul Willis fait partie des fondateurs du mouvement scientifique des « cultural studies ». Il fut membre du Centre for Contemporary Cultural Studies de l'université de Birmingham.

## Biographie

### Formation
Paul Willis est né à Wolverhampton en 1945. Son père est d'abord ouvrier charpentier puis entrepreneur des travaux publics. Sa mère décède alors qu’il est âgé de 9 ans. Il étudie d’abord la critique littéraire à Cambridge, avant de se tourner vers la sociologie et l’anthropologie. Paul Willis étudie ensuite à l’université de Birmingham, période qu’il considère comme un moment clé de sa formation intellectuelle et politique. En 1968, l’université est au cœur d’un mouvement étudiant de contestation de l’ordre social et scolaire. Issu d’une tradition plutôt humaniste et libérale, Willis connait alors une expérience de politisation radicale rapide, marquée par les grèves étudiantes, les sit-in, mais également par la destitution de certains professeurs. Ces événements permettent à Willis de relier son intérêt pour les contre-cultures à la critique politique : « C’était une compréhension soudaine des dimensions politiques de la culture, de telle façon que les choses qui m’intéressaient dans certains styles musicaux étaient désormais connectées à d’autres form es d’expression défiant le pouvoir ». En 1972, Paul Willis soutient une thèse sur les cultures motardes et hippies au Centre for Contemporary Cultural Studies, à l’université de Birmingham, alors considérée comme le cœur des cultural studies. Dans le même temps, il travaille pour financer ses études en enseignant et en vendant des glaces.

### Carrière
Paul Willis écrit d’abord dans la série Stencilled Occasional Papers, où il publie des articles sur des sujets variés, concernant majoritairement la question de la transition de l’école vers le travail, mais également sur la musique populaire et les femmes dans le sport. Il commence sa carrière en tant que chargé de recherche à Birmingham, poste qu’il occupe jusqu’en 1981. Il poursuit ses recherches sur la culture des motards, et exerce en parallèle la responsabilité de conseiller en politique de la jeunesse de Wolverhampton, sa ville natale. À partir de cette expérience, il crée la Youth Review, une revue publiée par le conseil d’arrondissement de Wolverhampton, en collaboration avec les éditions Ashgate, spécialisées en sciences sociales. Cette revue établit les bases de la politique urbaine du Conseil de la jeunesse de Wolverhampton. Durant les années 1990, Paul Willis prend la tête de la division Médias, Communication et « Cultural studies », à l’université de Wolverhampton, puis devient membre du corps professoral. En 2000, il co-fonde la revue Ethnography, éditée par Sage. En 2003, il est nommé professeur d’ethnographie culturelle et sociale à l’université de Keele.
Paul Willis est désormais professeur au département de sociologie de Princeton, où il dispense notamment la leçon commémorative en l'honneur de Cliffort Geertz en 2011. Il dirige également des séminaires de méthodologie et de sociologie du travail de troisième et de quatrième année. Paul Willis a principalement écrit sur le sujet du travail, de la culture, de l’éducation et de la méthodologie des sciences sociales. Parmi ses nombreux ouvrages, les plus renommés sont L’École des ouvriers (Learning to Labour), Profane Culture et The Ethnographic Imagination.

## Travaux principaux

### Ethnographie etcultural studies
Paul Willis est principalement connu pour ses travaux ethnographiques sur la culture des jeunes des classes populaires. Ses études s’appuient sur des terrains et des expériences variées. Willis est fait partie prenante du mouvement des cultural studies : il cite notamment Stuart Hall dans les influences principales de son ouvrage le plus célèbre, l’École des ouvriers (Learning to Labour). Paul Willis revendique également l’héritage des travaux de Richard Hoggart et de son analyse de la culture quotidienne. Les cultural studies visent à analyser les rapports entre culture et société en les rapportant notamment à l’origine sociale, au genre, à l’âge et aux appartenances nationales. Celles-ci se développent dans un contexte de redécouverte du marxisme et de développement de la théorie critique au Centre for Contemporary Cultural Studies de Birmingham, où Paul Willis a effectué la plupart de ses recherches. Pour Willis, le Centre était alors un endroit intellectuellement et politiquement "bouillonnant". Au moment du mouvement social de 1968, la décision a été prise d’augmenter l’implication des étudiants dans les processus de décisions, ce qui a profondément modifié les dynamiques intellectuelles et organisationnelles de l'université. Les étudiants et professeurs de Birmingham étaient alors influencés par de nombreuses théories : féminisme, anti-racisme, marxisme, post-structuralisme et French theory. Un des enjeux pour les chercheurs de l’époque est alors de constituer, à partir de ces apports, une théorie de la culture.
Dans son travail ethnographique, Paul Willis a intégré les techniques de sa formation initiale en étude de la langue anglaise à Cambridge, et a opéré une synthèse entre les outils de la critique littéraire et la sociologie. Il s'agit notamment d'analyser le monde social et l’ensemble de ses symboles comme on analyserait un texte littéraire. Willis introduit également le concept d’expérience vécue en ethnographie, qui permet d’analyser la manière dont les produits culturels sont appropriés par les individus et par les groupes. Pour ce qui est de l'écriture des sciences sociales, Willis revendique également l’utilisation de techniques littéraires dans ses travaux scientifiques, et notamment l’usage de la métaphore, de l’ironie, de la dramatisation des oppositions. Dans la lignée de Richard Hoggart et Stuart Hall, Paul Willis défend l’idée d’autonomie de la culture des classes populaires et cherche à en cerner les contours et spécificités. Il affirme également que la motivation de son travail ethnographique autour de la vie quotidienne est de démontrer la créativité humaine, et ce projet accompagne la plupart de ses travaux : « En tant qu’humaniste, j’essaie d’élaborer un humanisme théorique qui présente une part de créativité ».

### Learning to Labour, une théorie culturelle de la reproduction sociale
Dans L’École des ouvriers (Learning to Labour), Willis produit une ethnographie détaillée de ceux qu’il appelle les « gars » (« lads » en anglais), dans une ville des West Midlands, nommée "Hammertown". Publié en 1977, L’École des ouvriers est devenu un classique de la sociologie et des cultural studies. Dans cet ouvrage, Paul Willis conduit pendant six mois une série d’entretiens et d’observation dans une école, en particulier avec douze garçons issus de la classe ouvrière, dans le but de répondre à la question : « Pourquoi et comment les enfants d’ouvriers obtiennent des métiers d’ouvrier ? ». Le choix d’Hammertown s’explique par la volonté d’étudier une ville issue de la révolution industrielle. Cette conurbation de trois millions d’habitants a un passé de deux siècles de métallurgie. Willis explique le choix d'étudier la culture des "gars" dans un entretien de mars 2011 pour l’édition française : « Je voulais rendre compte d’une culture ouvrière beaucoup plus quotidienne, porter au jour des cultures populaires dans leurs aspects routiniers, et non pas leur aspect démonstratif, spectaculaire ou jeuniste ». Pour ce faire, Willis se fait d’abord engager comme animateur bénévole dans un club créé par la ville pour les jeunes du quartier, et passe plusieurs semaines en repérage. Dans un second temps, il se rend à l’école pour suivre un groupe d’élève sur le temps long. Au total, l'enquête dure plus de deux ans.
Willis observe une démarcation entre les « gars » (lads) et les « fayots » (ear’oles), plus obéissants et résilients vis-à-vis de la culture scolaire issue de la classe moyenne. Les entretiens conduits par Willis avec des étudiants « rebelles » suggèrent que la culture de résistance au monde scolaire et académique, ainsi que l’opposition à l’autorité, sont des éléments que l’on retrouve ensuite dans le milieu du travail industriel, c’est-à-dire le milieu auxquels se destinent ensuite les jeunes "gars". Les "gars" anticipent donc dans leur résistance le fait que l’école ne leur offre pas d’opportunité autre que le travail manuel, malgré l’idéologie méritocratique qu'elle promeut. Paul Willis insiste sur le fait que les conditions structurelles contraignent le travail symbolique et culturel, avec des frontières rigides, qui correspondent à la structure toujours changeante, mais implacable, de la classe sociale. Dans L’École des ouvriers, Paul Willis étudie la manière dont sont connectés l’infrastructure matérielle, qui produit une communauté de travailleurs, dans une usine, un quartier, et les formes culturelles de "production de sens", c'est-à-dire les "styles de vie", les façons de parler, les habitudes culturelles. Paul Willis soutient que la résistance symbolique à l'ordre sociale produite par les jeunes est de courte-durée. Elle peut être appuyée ou non par les conditions sociales, notamment les politiques publiques. Il faut comprendre l’idée de "résistance culturelle" au sein d’un contexte : dans le contexte scolaire, l’institution de l’école devient une forme d’oppression:  la production culturelle des « gars » se meut donc en "résistance", mais seulement dans ce contexte particulier. D'un autre côté, en général, les "gars" étaient plutôt conservateurs, et le résultat de leur résistance est finalement, sur le long terme, une reproduction passive de l’ordre social.
Le travail de Paul Willis a également une ambition politique. Dans un entretien donné en 2002 à l’occasion des 25 ans de L’École des ouvriers, il souligne que, pour lui, le travail ethnographique peut constituer une forme de « thérapie culturelle », visant à mettre à nu les formations culturelles et à augmenter les chances d’éviter les « ironies de la reproduction sociale ».

### Analyses postérieures de la culture et des médias
À travers son travail, Willis essaye d’élaborer une théorie de la production culturelle de la créativité. Dans son ouvrage Common culture, il analyse la manière dont les communautés de jeune, notamment, produisent la culture au quotidien, et la manière dont les cultures sont des devenues des « styles », c'est-à-dire des enchevêtrements arbitraires d’éléments culturels, venus de partout, créant des proto-communautés, pas uniquement fondées sur la classe.
Willis souligne également les évolutions de la production culturelles sous l’effet de la désindustrialisation, en particulier. La destruction matérielle des communautés ouvrières, l’individualisation de la politique et la marchandisation de la culture ont pour lui eu beaucoup d’influence sur la production de sens quotidienne, qu’il analyse dans ses travaux. Il situe la fin des années 1970 comme un moment de transition sur le plan de la création culturelle. En 2002, Paul Willis évoque le fait que la culture des "gars" qu’il a étudié dans l’École des ouvriers est devenu un objet de marketing pour les médias et la publicité.

## Réception critique
L’ouvrage de Paul Willis a eu une grande postérité en sociologie de l’éducation, où il reste un des ouvrages les plus cités. Il a également été traduit en plusieurs langues. Dans la préface de l’édition américaine, Stanley Aronowitz qualifie l’ouvrage de "texte majeur pour la théorisation marxiste de la reproduction et de l’éducation", et le compare aux ouvrages de Samuel Bowles et Herbert Grintis Schooling in Capitalist America, ainsi qu’aux travaux de Michael Apple et John Dewes.
La sociologue Joan McFarland a critiqué dans le British Journal of Sociology l’omniprésence d’un point de vue masculin dans l’œuvre de Paul Willis. Pour la chercheuse, Paul Willis souligne avec justesse l’importance de la question du chômage dans la structuration des inégalités sociale, mais l’orientation de ses travaux marginalise et occulte la position spécifique des femmes des classes populaires. Elle suggère que l’analyse de Paul Willis est trop focalisée sur la division de classe, et ignore d’autres formes de hiérarchisation sociale : « La classe doit être centrale dans les analyses du chômage, mais il est important d’insister sur le genre et la race lorsque l’on discute de ce sujet ».
Les travaux de Paul Willis ont également été qualifié d’essentialistes et de dualistes, notamment son analyse des formes culturelles en termes de résistance, de pénétration et de conflit. On l’a comparé notamment à la théorie fonctionnaliste de Robert Merton autour de l’anomie.
Le chercheur a répondu à une partie de ces critiques dans une interview donnée en 2002, à l’occasion des 25 ans de son livre, Learning to Labour : « Je vois Learning to Labour – et mes récents travaux- comme des études de la production culturelle de sens dans la vie quotidienne. Dans cette perspective, j’ai souvent l’impression d’être enfermé dans un carcan sociologique lorsque l’on analyse les conclusions de mon travail en termes de résistance ou d’anomie, car mon point de vue est celui de la production de sens dans un contexte particulier ».